# 2013年多明尼加和海地外交危機
2013年多明尼加和海地外交危機，是一系列削弱兩國外交關係的事件。
在6月初，海地政府對原產於多明尼加共和國的雞和雞蛋賓施進口禁令，原因是防範禽流感；到7月29日又禁止輸入多明尼加塑料。緊張局勢達到國際規模的時候，多明尼加共和國憲法法院通過了一項規定，1929年之後出生的外國人孩子，無法得到多明尼加國籍。這一行動直接影響458,233個住在多明尼加共和國的海地工人，和可以留下的20多萬無國籍海地人。10月1日，海地驅逐多明尼加共和國的大使。多明尼加共和國的決定受到由15個國家組成的加勒比共同體（加共體）和聯合國的非政府組織人權辦事處嚴厲批評。